# Progonocythere
Progonocythere is een geslacht van uitgestorven kreeftachtigen uit de klasse van de Ostracoda (mosselkreeftjes).

## Soorten
- Progonocythere (Majungaella) accessa (Grekoff, 1963) Dingle in Dingle & Klinger, 1972 †
- Progonocythere (Majungaella) nematis (Grekoff, 1963) Dingle in Dingle & Klinger, 1972 †
- Progonocythere (Majungaella) reticulata Dingle in Dingle & Klinger, 1972 †
- Progonocythere accessa Grekoff, 1963 †
- Progonocythere acuminata Bate, 1965 †
- Progonocythere attalica (Mandelstam, 1955) Luebimova, 1956 †
- Progonocythere banniensis Neale & Singh, 1986 †
- Progonocythere bemelenensis (Veen, 1935) Howe & Laurencich, 1958 †
- Progonocythere callovica Wienholz, 1967 †
- Progonocythere caswellensis Brown, 1957 †
- Progonocythere catephracta (Mandelstam, 1955) Luebimova, 1956 †
- Progonocythere commoda Mandelstam & Luebimova, 1960 †
- Progonocythere cristata Bate, 1963 †
- Progonocythere falcula Grekoff, 1963 †
- Progonocythere freundi Rosenfeld & Raab, 1984 †
- Progonocythere granuliformis Reschetnikova, 1984 †
- Progonocythere honigsteini Rosenfeld & Gerry, 1987 †
- Progonocythere implicata Luebimova & Mohan, 1960 †
- Progonocythere kingscliffensis (Bate, 1967) Wakefield, 1994 †
- Progonocythere kutchensis Guha, 1976 †
- Progonocythere lacazensis Rohr, 1976 †
- Progonocythere laeviscula Luebimova & Mohan, 1960 †
- Progonocythere letruelensis (Rohr, 1976) Malz, 1985 †
- Progonocythere levigata Bate, 1967 †
- Progonocythere milleri Wakefield, 1994 †
- Progonocythere multipunctata Whatley, 1964 †
- Progonocythere neuquenensis Musacchio, 1979 †
- Progonocythere ogrodzieniecensis Blaszyk, 1959 †
- Progonocythere parastilla Whatley, 1964 †
- Progonocythere plettenbergensis Brenner & Mcmillan, 1977 †
- Progonocythere praepolonica Dreyer, 1967 †
- Progonocythere prolata Luebimova & Mohan, 1960 †
- Progonocythere pyramida Wasfi, El Sweify & Abdelmalik, 1982 †
- Progonocythere radvillia Loranger, 1955 †
- Progonocythere ramosa Wasfi, El Sweify & Abdelmalik, 1982 †
- Progonocythere retusa Grekoff, 1963 †
- Progonocythere rugosa Bate, 1967 †
- Progonocythere schuleridiformis Wasfi, El Sweify & Abdelmalik, 1982 †
- Progonocythere spitiensis Jain & Mannikeri, 1975 †
- Progonocythere stilla Sylvester-Bradley, 1948 †
- Progonocythere triquetra Bate, 1967 †
- Progonocythere ventrotumida Mandelstam & Luebimova, 1960 †
- Progonocythere yonsnabensis Bate, 1965 †
- Progonocythere zavjalovensis Kazmina, 1960 †